# ديفيد هويلز
ديفيد هويلز (بالإنجليزية: David Howells)‏ (15 ديسمبر 1967 في المملكة المتحدة - ) هو لاعب كرة قدم بريطاني في مركز الوسط. لعب مع توتنهام هوتسبير ونادي بريستول سيتي ونادي ساوثهامبتون وهافانت أند ووترلوفيل ونادي غيلفورد سيتي.

## وصلات خارجية
- ديفيد هويلز على موقع قاعدة بيانات كرة القدم.إي يو (الإنجليزية)
- ديفيد هويلز على موقع Soccerbase.com (لاعب) (الإنجليزية)
- ديفيد هويلز على موقع عالم كرة القدم.نت (الإنجليزية)